# Combat de Mariazell
Troisième Coalition
Batailles
Batailles navales
- Rocher du Diamant (1805)
- Cap Finisterre (1805)
- îles Chausey (1805)
- Trafalgar (1805)
- Cap Ortegal (1805)

Campagne d'Allemagne (1805) : opérations en Bavière - Autriche - Moravie
- Donauwörth
- Wertingen
- Günzburg
- Haslach-Jungingen
- Memmingen
- Elchingen
- Nerenstetten
- Neresheim
- Ulm
- Ried
- Lambach
- Bodenbichl
- Steyr
- Amstetten
- Mariazell
- Dürenstein
- Hollabrunn (Schöngrabern)
- Wischau
- Austerlitz

Campagne d'Italie (1805) : Opérations en Italie du Nord
- Vérone
- Caldiero
- Forano
- Castelfranco Veneto

Invasion de Naples (1806)
- Gaète
- Campo Tenese
- Maida
- Lauria
- Maratea
- Amantea
- Mileto

Cette bataille livrée près de Mariazell a opposé le 8 novembre 1805, au cours de la campagne de 1805, les Français commandés par le général de division Louis Friant et des forces austro-russes commandées par le maréchal Maximilian de Merveldt.

## Contexte
Après la bataille d'Ulm, la Grande Armée fait mouvement vers Vienne, en suivant le Danube. Tandis que le corps du maréchal Ney va à la rencontre des troupes de l'archiduc Jean qui tiennent le Tyrol, et que le corps de Marmont est détaché vers le Sud pour couvrir le mouvement de l'armée d'un éventuel retour de l'archiduc Charles, le corps de Davout traverse l'Isar à Freising et se dirige vers la capitale autrichienne via Mühldorf, Burghausen et Lilienfeld.
Pendant ce temps, le corps du général Maximilian de Merveldt, qui a échappé à l'écrasement de l'armée autrichienne autour d'Ulm cherche à rejoindre l'armée russe de Koutouzov. Suivi par Marmont, il cherche à gagner Vienne et bute sur l'avant garde du IIIe corps de Davout près du village de Maria-Zell.

## Déroulement
L'artillerie du corps de Davout est restée en arrière, mais l'avant garde, constituée de la brigade Heudelet de la division Friant attaque l'arrière-garde autrichienne et lui enlève deux canons. Le gros des troupes autrichiennes est retranché dans le village mais se fait déborder par les deux ailes et abandonne près de 4 000 prisonniers.

## Conséquence
Le corps autrichien est presque entièrement détruit. Plus rien ne barre la route de Vienne au IIIe corps qui y entre le 15 novembre.

## Ordre de bataille
Ont participé à cette bataille le 12e régiment de chasseurs à cheval, le 13e régiment d'infanterie légère, le 108e régiment d'infanterie de ligne et 6 canons de l'artillerie à cheval, sous les ordres du général de brigade de Bierre, et chez les autrichiens, le 4e régiment IR, le 57e régiment IR, le 12e régiment IR, 10 canons de l'artillerie à pied.